# Недоїмка
Недоїмка (також недоїмки) — не сплачена або недовнесенна платником у встановлений законодавством термін частина обов'язкового платежу, податку або інших державних чи суспільних зборів, що підлягає обов'язковому стягненню.
Термін існує приблизно з часів великого князівства Московського. У царській Росії після селянської реформи 1861 року основна маса недоїмки складалася з непомірних по своїй величині платежів селянського населення по викупу своїх земельних наділів і по погашенню викупної позики. 
Поняття ж «заборгованість» ширше і включає не лише недоїмку, але також пеню за прострочення податкових платежів і штрафи за порушення податкового законодавства.

## З історії недоїмки в Російській імперії
На кінець ХІХ століття в Російській імперії накопичилася значна сума недоїмок, яка припадала майже виключно на селянський стан, головним чином на викупні платежі селян. Причини надмірного накопичення недоїмок полягали насамперед у невідповідності окладів з прибутковістю селянського наділу та в посиленому застосуванні заходів стягнення (продаж худоби та іншого інвентарю), що послаблювало платіжну спроможність населення; деякий вплив на накопичення недоїмок мали також заплутаність волосної бухгалтерії та невчасність вимоги платежів. Нагромадження недоїмок пояснювалося також природними лихами: більшість селян ледве справлялися з обов'язковими внесками навіть за сприятливих умов, у разі неврожаю виявлялися абсолютно неспроможними до сплати податків. Внаслідок цих причин недоїмки зростали з року в рік.
За даними книги Н. Бржеського «Недоимочность и круговая порука сельских обществ» на 1 січня 1896 року недоїмок значилося по окладним зборам 115 152 476 рублів та більше відстрочених платежів — 2 175 437 рублів. Найбільше недоїмок рахувалося по Казанській губернії — 14185000 рублів. На Харківську губернію припадало більше 2 млн. рублів, а на Полтавську — лише 27000 рублів.
До 1889 року платники змушені були вносити недоїмки в найближчий за недоїмковий рік, разом із новим повним окладом. Законом 3 (15) квітня  1889 року надано міністру фінансів Російської імперії, за згодою з міністром внутрішніх справ, дозволяти відстрочку та розстрочення недоїмок окладних зборів без обмеження суми, з тим, щоб тривалість відстрочки не перевищувала 5 років, загальна ж тривалість тієї та іншої пільги — 10 років. 
Пільги ці виявилися недостатніми, тому законом 7 (19) лютого 1894 року міністрам фінансів та внутрішніх справ Російської імперії, за клопотанням губернських присутствій або губернських (обласних) у селянських справах присутствій, надано можливість дозволяти відстрочку та розстрочення недоїмок викупних платежів, без обмеження суми та тривалості пільги. Щорічні внески на погашення недоїмок не повинні були перевищувати річного окладу платежів по даній сільській громаді. Недоїмки, відстрочені на якийсь час, наступний після закінчення викупної операції, погашалися шляхом продовження термінових платежів у колишньому розмірі, поки щорічними внесками не було покрито всю недоїмку.
Імператорським маніфестом від 14 (26) травня 1896 року були скасовані всі недоїмки, що накопичилися до 1 січня цього року: в губерніях Європейської Росії — державного поземельного податку; в губерніях Царства Польського — поземельного податку, поземельного збору на утримання гмінних судів та подимного податку селянського, посадського та двірського; за скасованими в Європейській Росії подушним та оброчним податками та лісовим податком. Недоїмки, разом із пенею, були скасовані для переселенців, поміщених на казенній землі. Також було скасовано частину недоїмок за подушними та оброчними податками в Сибіру, з інородців, з населення казенних гірничих заводів та інших категорій населення Російської імперії.